# Оливин Годфри
Оливин Годфри (на английски: Olivene Godfrey) е американска журналистка и писателка на произведения в жанра любовен роман.

## Биография и творчество
Оливин Годфри е родена на 10 декември 1927 г. в САЩ.
Работила е като писател на свободна практика, служител за връзки с обществеността, копирайтър, журналист и фото-журналист, репортер, редактор на новини. Има над 6000 публикации в регионални и национални вестници и списания, 10 години работи като колумнист.
През 90-те, след оттеглянето си от журналистика написва няколко любовни романа, издадени първо в Германия.
Олвиин Годфри живее със сина си в Чатсуърт, Джорджия. Води постоянен блог в Интернет.

## Произведения

### Самостоятелни романи
- Майкъл, Oh Promise Me (?)
- Пристъпи през прага ми, Passions (1990)
- Сладка моя принцесо, Princess Moon-eyes (1994)
- Seasons (2013)